# Karlheinz Summerer
Karlheinz Summerer (* 1. März 1934 in München; † 25. Februar 2013 ebenda) war ein deutscher Pfarrer.
Summerer machte sein Abitur am Theresiengymnasium in München und studierte an der philosophisch-theologischen Hochschule in Freising. Er erhielt die Priesterweihe 29. Juni 1959 und war in der Folge als Kaplan in Miesbach und Landshut tätig. Anschließend war er von 1964 bis 1970 Diözesanjugendpfarrer der männlichen Jugend, ehe er selbst Pfarrer im Jahre 1970 an der Kirche Frieden Christi im Münchner Olympiazentrum wurde, was er bis zu seinem Ruhestand 2003 geblieben ist. Dort hatte er den Auftrag mit der Gemeinde der evangelisch-lutherischen Olympiakirche das erste 
ökumenische Kirchenzentrum Bayerns auszubauen. Von 1968 bis 1998 wurde er geistlicher Beirat des DJK-Diözesanverbandes und von 1976 bis 1990 stellvertretender Geistlicher Beirat des DJK-Bundesverbandes. 
Während der Olympischen Sommerspiele 1972 war Summerer Ansprechpartner und Seelsorger der deutschen Athleten und war auch bei den Vorgängen um die Geiselnahme der israelischen Mannschaft beteiligt, u. a. fand die Gedenkfeier in seiner Kirche statt. In den weiteren Jahren reiste Summerer mit den deutschen Sportlern immer wieder zu den Olympischen Winterspielen, zuletzt 1992 nach Lillehammer.
In den Jahren 1973 bis 2003 war Summerer Beauftragter für Kirche und Sport in der Erzdiözese München und Freising und für ganz Bayern. 1986 wurde er von Friedrich Kardinal Wetter zum Geistlichen Rat und 1999 von Johannes Paul II. zum Päpstlichen Ehrenprälaten ernannt.
Summerer wurde auf dem Münchner Nordfriedhof beerdigt.

## Auszeichnungen
- 2010 Goldener Ehrenring der Stadt München